# Факелоносцы
«Факелоносцы» (англ. The Lantern Bearers) — исторический роман британской писательницы Розмэри Сатклиф, впервые опубликованный в 1959 году, часть условного цикла, начинающегося с романа «Орёл Девятого легиона». Он рассказывает о борьбе бриттов с саксами в V веке. За «Факелоносцев» Сатклиф получила медаль Карнеги.

## Сюжет
Действие романа происходит в V веке. Главный герой — офицер по имени Аквила, который служит в последнем римском легионе Британии и остаётся на острове, когда легион уходит на континент. В дальнейшем Аквила попадает в плен к саксам, получает свободу и присоединяется к бриттам, ведущим борьбу с захватчиками. В числе персонажей романа принц Артос (Артур).
Сюжетно с «Факелоносцами» тесно связан роман «Меч на закате» (1963), в котором Артос становится главным героем. В этой книге действуют Аквила и его сын.

## Оценки
«Факелоносцы» стали третьей из четырех книг Сатклиф, объединённых общими героями из рода Аквил (первые две части — «Орёл Девятого легиона» и «Серебряная ветка», четвёртая — «Меч на закате»). Кроме того, это четвёртая из восьми книг, которые иногда объединяют в серию «Орёл Девятого легиона». Затронутые здесь темы (в частности, проблемы потери, отчуждения, лояльности) более сложны, чем в предыдущих книгах, так что рецензенты склонны считать «Факелоносцев» подходящими для читателей более старшего возраста по сравнению с «Орлом» и «Серебряной веткой». При этом «Факелоносцы» считаются детской книгой, а её продолжение «Меч на закате» — «взрослой», в то время как сама Сатклиф однажды заявила, что её книги «предназначены для детей всех возрастов, от девяти до девяноста». В этом романе впервые у Сатклиф появляется Артос/Артур, который в следующей части условного цикла становится центральным персонажем.
Литературоведы отмечают, что в «Факелоносцах» усиливается обозначенный Сатклифф в предыдущих частях цикла «экзистенциальный культурный конфликт», связанный с укоренением в Британии носителей римского начала.
«Факелоносцы» были удостоены медали Карнеги в 1959 году.